# Witeź II (ogier)
Witeź II (ur. 1 kwietnia 1938 w Janowie Podlaskim, zm. 1965 na ranczu Calarabia w Kalifornii) – polski ogier arabski. Syn ogiera Ofir i klaczy Federacja. Podczas II wojny światowej został wywieziony do Niemiec, a następnie – przez amerykańską armię – do USA. Inicjatorem przejęcia stada koni był generał George Patton, były olimpijczyk w pięcioboju nowoczesnym.
Witeź II zdobył Wieczysty Puchar Kelloga, który jest przyznawany najlepszemu koniowi w rasie.

## Pochodzenie
| 0        | 1         | 2              | 3           | 4           |
| -------- | --------- | -------------- | ----------- | ----------- |
| Witeź II | Ofir      | Kuhailan Haifi | -           | -           |
| Witeź II | Ofir      | Kuhailan Haifi | -           | -           |
| Witeź II | Ofir      | Kuhailan Haifi | Kuhaylah    | -           |
| Witeź II | Ofir      | Kuhailan Haifi | Kuhaylah    | -           |
| Witeź II | Ofir      | Dziwa          | Abu Mlech   | Mlech I     |
| Witeź II | Ofir      | Dziwa          | Abu Mlech   | Łania       |
| Witeź II | Ofir      | Dziwa          | Zulejma     | Koheilan    |
| Witeź II | Ofir      | Dziwa          | Zulejma     | Pomponia    |
| Witeź II | Federacja | Burgas         | -           | -           |
| Witeź II | Federacja | Burgas         | -           | -           |
| Witeź II | Federacja | Burgas         | -           | -           |
| Witeź II | Federacja | Burgas         | -           | -           |
| Witeź II | Federacja | Koalicja       | Koheilan IV | Koheilan II |
| Witeź II | Federacja | Koalicja       | Koheilan IV | O'Bajan     |
| Witeź II | Federacja | Koalicja       | Amurath-25  | Amurath     |
| Witeź II | Federacja | Koalicja       | Amurath-25  | Malta       |

## Życiorys
Urodzony 1 kwietnia 1938 roku w SK Janów Podlaski. Należał do tzw. Wielkiej Czwórki (Witraż, Wielki Szlem, Witeź II, Wyrwidąb), czyli najsłynniejszych synów Ofira.

### II Wojna Światowa
11 września 1939 roku Stanisław Pohoski, dyrektor SK Janów Podlaski podjął decyzje i ewakuował stadninę do Rumunii, nie udało to i ostatecznie wrócili do stadniny. Witeź II z braćmi w okolicy Chotyłowa uciekli w czasie marszu. Część stada, które powróciło zostało zagrabione przez Sowietów. W październiku 1939 roku stadnina przeszła pod zarząd Wehrmachtu, a jej dyrektorem został Hans Fellgiebel. 21 grudnia 1939 do Janowa powróciło 19 młodych koni, które uciekły w czasie ewakuacji, wśród nich był Witeź II z braćmi. W 1941, Gustav Rau, główny komendant stadnin państwowych III Rzeszy, przeniósł Witezia z kilkoma innymi najcenniejszymi końmi do ukrytej stadniny w Hostau (obecnie Hostuň). Gdzie Witeź II przebywał do 1945 roku.

### Przejęcie przez Amerykanów
15 maja 1945, wojska amerykańskie gen. George'a Pattona w uzgodnieniu z dyrektorem stadniny Hostau, Hubertem Rudofsky'im dokonali przepędzenia wszystkich koni ze stadniny z Hostau przez granicę Czechosłowacji, do strefy wpływów amerykańskich (Kötzting), a następnie część z nich w tym Witezia II wysłali do Mansbach. 1 października 1945, Witeź II został w Bremerhaven załadowany na statek "Stephen F. Austin" i przetransportowany do USA. Stamtąd został wysłany do Pomony w Kalifornii. 

### Ostatnie lata życia
W 1946 ponownie został przeniesiony tym razem do Fort Reno w Oklahomie.  25 maja 1949 został sprzedany na aukcji do Rancza Calarabia w Kalifornii, gdzie dożył 27 lat i spełnił się jako reproduktor.

## Upamiętnienie
- W USA utworzono "Witeź Fun Club"[1]
- Tabliczka ze stadniny w Mansbach z napisem "Witeź, Sztab Polowy" znajduje się w Międzynarodowym Muzeum Konia w Lexington w Kentucky
- Wizerunek Witezia II umieszczono w książkach: Album of Horses Marguerite Henry oraz All about Horses Margaret Cabell Self
- Jego losy zostały przedstawione w książce Elizabeth Letts Koń doskonały